# Kirchberg in Tirol
Kirchberg in Tirol é um município da Áustria, situado nos alpes austríacos, na região do Tirol, no distrito de Kitzbühel. Encontra-se a cerca de 837 metros de altitude e recebe competições internacionais de esqui alpino.

## História
Os primeiros vestígios de povoamento de Kirchberg datam da idade do bronze (1100-900 a.c.). Os seus primeiros habitantes foram os Ilírios. 
Em meados do século VI, apareceu o nome da povoação, sob o domínio da Baviera.
Em 902, a povoação foi oferecida ao bispado de Ratisbona. Datando de 1241 e 1333, existem menções escritas à comunidade que lá habitava e à respectiva paróquia. 
Foi vendida em 1380 mediante o pagamento de 18000 florins húngaros, com a possibilidade de ser comprada de volta e com o pagamento adicional de mais 8000 florins húngaros em 1385 ao arcebispo de Salzburgo. 
Em 1816, passou a integrar a região administrativa do Tirol.

## Turismo e infraestruturas
Kirchberg possui 8107 camas para alojamento de turistas. 
Situa-se na estrada B170, entre Wörgl e Kitzbühel.
Possui ainda uma estação da linha de caminho-de-ferro Salzburg-Tiroler-Bahn.

## Povoações vizinhas
Bramberg am Wildkogel, Brixen im Thale, Ellmau, Jochberg, Kitzbühel, Neukirchen am Großvenediger, Reith bei Kitzbühel e Westendorf.